# Andrea Dovizioso
Andrea Dovizioso (Forlimpopoli, 23 marzo 1986) è un pilota motociclistico italiano ritiratosi dall'attività agonistica, campione del mondo della classe 125 nel 2004.

## Carriera

### Classe 125
Dovizioso fu scoperto dall'Aprilia che decise di puntare su di lui, intuendone le grandi capacità. Divenne campione nazionale di motociclismo nel 2000 e l'anno successivo conquistò il campionato Europeo Velocità nella categoria 125 cm³ con il team RCGM e il capotecnico Guido Mancini. Proprio in quell'anno, il 2001, esordì nel motomondiale, correndo al gran premio del Mugello nella classe 125. Dopo le qualifiche si ritrova molto indietro ed in gara è costretto a ritirarsi. Sempre nel 2001 chiude al quarto posto nella classe 125 del Campionato Italiano Velocità.
Nel 2002 rimase nella stessa categoria, ma passò alla Honda, nel team Scot Racing in coppia con Mirko Giansanti. In quell'anno corse 16 gran premi ottenendo 42 punti, terminando 16º, ottenendo come miglior risultato due noni posti (Francia e Gran Bretagna). Fece molto meglio già la stagione successiva, corsa in squadra con Simone Corsi. Giunse per quattro volte sul podio, ottenendo due secondi (Sudafrica e Gran Bretagna) e due terzi posti (Francia e Pacifico) e chiudendo con 157 punti, al quinto posto in classifica generale. Riuscì anche a ottenere la prima pole position della sua carriera, in Francia, senza mai però arrivare alla vittoria.
Nel 2004 divenne campione del mondo dopo aver vinto cinque Gran Premi (Sudafrica, Francia, Gran Bretagna, Giappone e Australia), ottenuto cinque secondi posti (Catalogna, Repubblica Ceca, Qatar, Malesia e Comunità Valenciana), un terzo posto in Brasile, otto pole position (Sudafrica, Francia, Germania, Gran Bretagna, Portogallo, Giappone, Malesia e Comunità Valenciana) e 293 punti in classifica generale. Concluse quasi tutte le gare, ritirandosi solo in Portogallo. Rivali principali di quell'annata furono soprattutto il connazionale Locatelli e lo spagnolo Barberá.

### Classe 250
Nella stagione 2005 è passato nella classe 250 sempre con la Honda, sempre nel Team Scot in squadra con Yūki Takahashi, senza abbandonare il suo numero portafortuna in carena (il 34, appartenuto a Kevin Schwantz). Chiude al terzo posto in classifica generale con 189 punti, dietro allo spagnolo Daniel Pedrosa e all'australiano Casey Stoner. Nel corso della stagione ha ottenuto due secondi posti (Portogallo e Cina) e tre terzi posti (Francia, Catalogna e Qatar). L'anno successivo i due piloti che l'avevano preceduto in classifica si trasferiscono in MotoGP e gli avversari diventano Jorge Lorenzo e Alex De Angelis. I tre sono gli autentici mattatori del mondiale 250 sia quella stagione sia quella dopo. Dovizioso termina in entrambe le stagioni al secondo posto, dietro a Lorenzo.
Nel 2006 ottiene due vittorie (Catalogna e Portogallo), cinque secondi posti (Qatar, Cina, Francia, Repubblica Ceca e Malesia), quattro terzi posti (Spagna, Turchia, Italia e Olanda), due pole position (Francia e Catalogna) e 272 punti iridati. Nel 2007 ottiene due vittorie (Turchia e Gran Bretagna), quattro secondi posti (Francia, Repubblica Ceca, Portogallo e Giappone), quattro terzi posti (Spagna, Cina, Catalogna e Australia), due pole position (Turchia e Portogallo) e 260 punti iridati.

### MotoGP

#### Honda e la parentesi Yamaha (2008-2012)

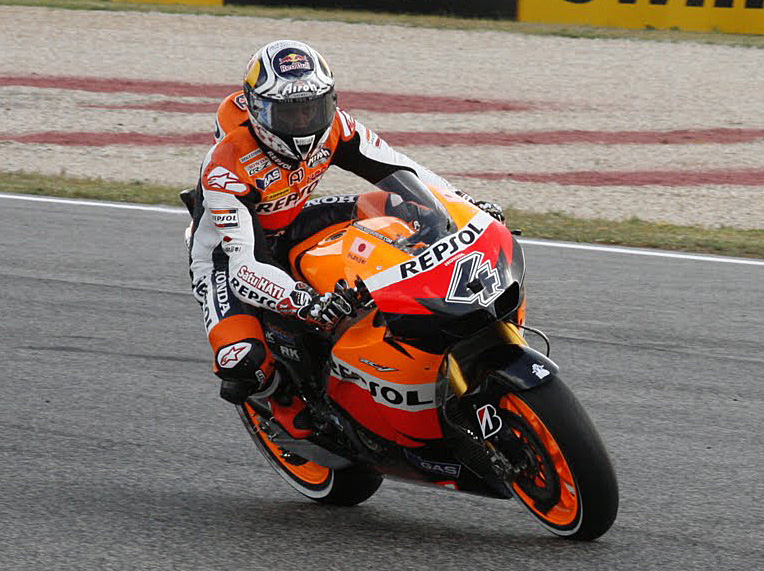
Dovizioso su Honda RC212V al Gran Premio del Portogallo 2011.

Nel 2008 Dovizioso fa il suo esordio nella MotoGP in Qatar con una Honda del team privato JiR Team Scot, cogliendo subito un ottimo 4º posto e lasciandosi alle spalle Valentino Rossi. Dovizioso diventa la sorpresa della stagione, in grado spesso e volentieri di sorpassare le altre Honda ufficiali e di arrivare primo fra i vari piloti Michelin in più di un'occasione.
La sua stagione culmina con il primo podio in carriera nella MotoGP, ottenuto il 19 ottobre nel GP della Malesia. Andrea beffa negli ultimi giri l'americano Nicky Hayden, su Honda ufficiale HRC, e giunge alle spalle del vincitore Rossi e di Pedrosa. Ha chiuso il 2008 dietro a Rossi, Stoner, Pedrosa e Lorenzo, classificandosi primo fra i vari piloti privati con 174 punti.
Nel 2009 è passato al team ufficiale HRC, al fianco di Dani Pedrosa. Dovizioso sfiora il podio per tre volte di fila e ottiene la sua prima vittoria in MotoGP in occasione del Gran Premio di Gran Bretagna sul bagnato. Si tratta della sua decima vittoria in carriera, due anni dopo l'ultimo successo in 250.
Diventa così insieme con Max Biaggi, Loris Capirossi, Valentino Rossi, Marco Melandri, Daniel Pedrosa, Toni Elías, Casey Stoner e Jorge Lorenzo uno dei pochi piloti capace di vincere in tutte le categorie in cui ha corso. A Indianapolis, gara segnata dalla caduta di Pedrosa e Rossi, riesce a ottenere il 4º posto a poca distanza da Hayden terzo e chiude ai margini del podio anche a San Marino.
Deve rinunciare al quinto posto nella classifica generale dopo l'ultima corsa a Valencia, quando Edwards lo supera di una sola lunghezza: 161 punti a 160.

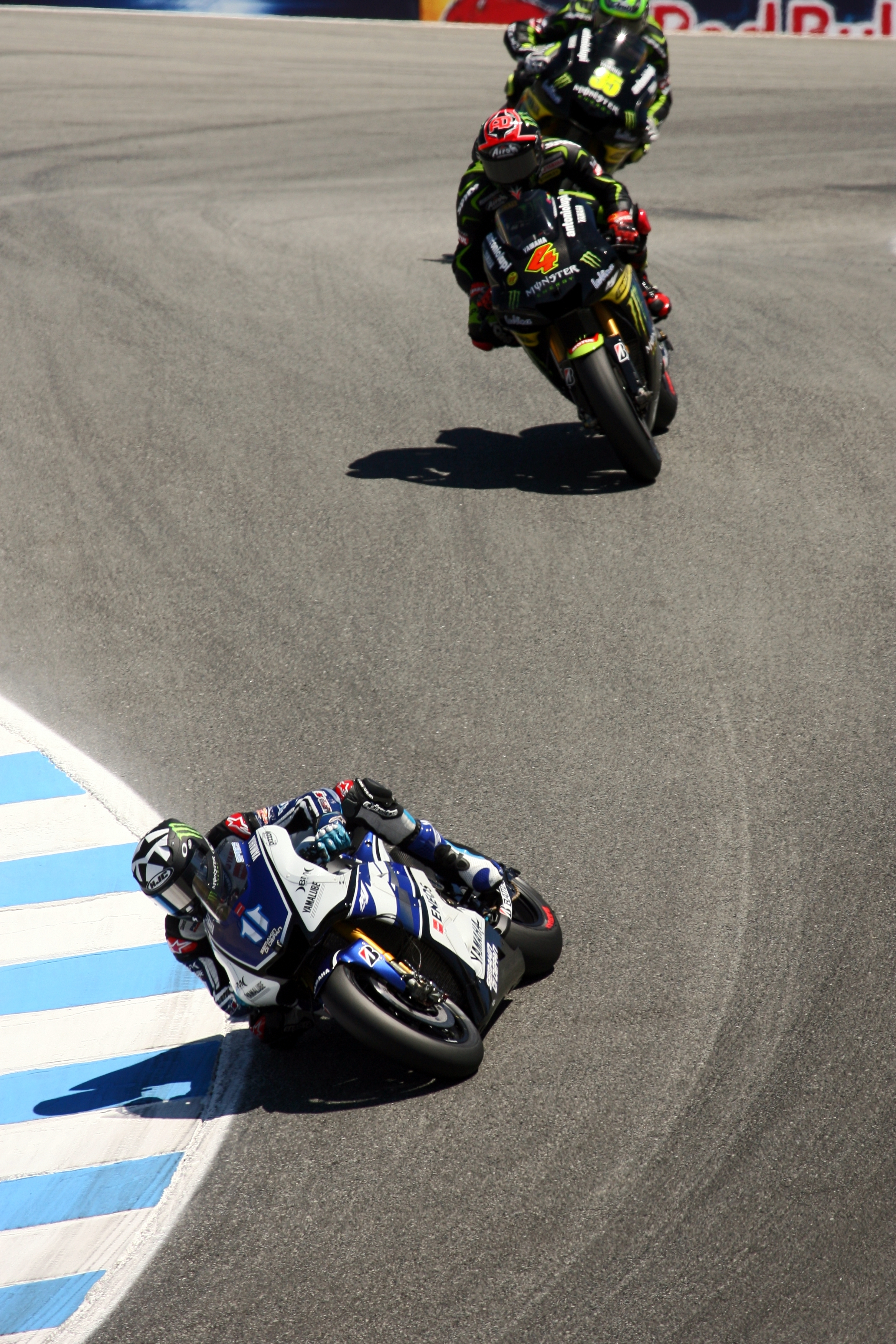
Dovizioso (4), preceduto da Ben Spies (11) e seguito dal compagno di squadra Cal Crutchlow (35), a Laguna Seca durante il Gran Premio degli Stati Uniti d'America 2012.

Nelle prime cinque gare del 2010 ottiene tre terzi posti (Qatar, Francia e Italia) e un secondo posto (Gran Bretagna), inserendosi stabilmente nel gruppo dei migliori. Ottiene pole position, la prima in MotoGP, e secondo posto in Giappone e un altro secondo posto in Malesia. La terzultima gara della stagione, disputata in Australia sul circuito di Phillip Island, rappresentò la svolta in negativo della stagione di Andrea, costretto a ritirarsi per un problema allo sterzo e a perdere punti preziosi per la corsa al terzo posto in classifica generale. In Portogallo giunge terzo. Termina la stagione al 5º posto con 206 punti. 
Nel 2011 rimane nello stesso team, con compagni di squadra Pedrosa e Casey Stoner. Ottiene quattro secondi posti (Francia, Gran Bretagna, Italia e Repubblica Ceca) e tre terzi posti (Olanda, Australia e Comunità Valenciana). Conclude la stagione al 3º posto con 228 punti.
Nel 2012 passa al team Tech 3, in sella a una Yamaha YZR-M1, con compagno di squadra Cal Crutchlow. Ottiene sei terzi posti (Catalogna, Paesi Bassi, Germania, Italia, Indianapolis e Aragona) e conclude la stagione al 4º posto con 218 punti.

#### L'approdo in Ducati (2013-2020)
Il 22 agosto 2012 viene ufficializzato il suo ingaggio da parte del team ufficiale della Ducati a partire dalla stagione seguente; in sella alla Ducati Desmosedici, farà coppia con Nicky Hayden. Ottiene come miglior risultato un quarto posto in Francia e termina la stagione all'8º posto con 140 punti.
Nel 2014 il compagno di squadra è Cal Crutchlow. Ottiene un secondo posto in Olanda e un terzo posto nel Gran Premio delle Americhe. L'11 ottobre conquista a Motegi la sua prima pole stagionale, seconda in carriera nella classe maggiore, a distanza di quattro anni dall'ultima, sempre in Giappone. Segna, inoltre, il nuovo record della pista. Conclude il campionato al 5º posto con 187 punti. 
Nel 2015 il compagno di squadra è Andrea Iannone. Ottiene pole position e secondo posto in Qatar. Giunge secondo anche nel Gran Premio delle Americhe e in Argentina. In Francia e in Gran Bretagna giunge terzo. Chiude la stagione al settimo posto con 162 punti.

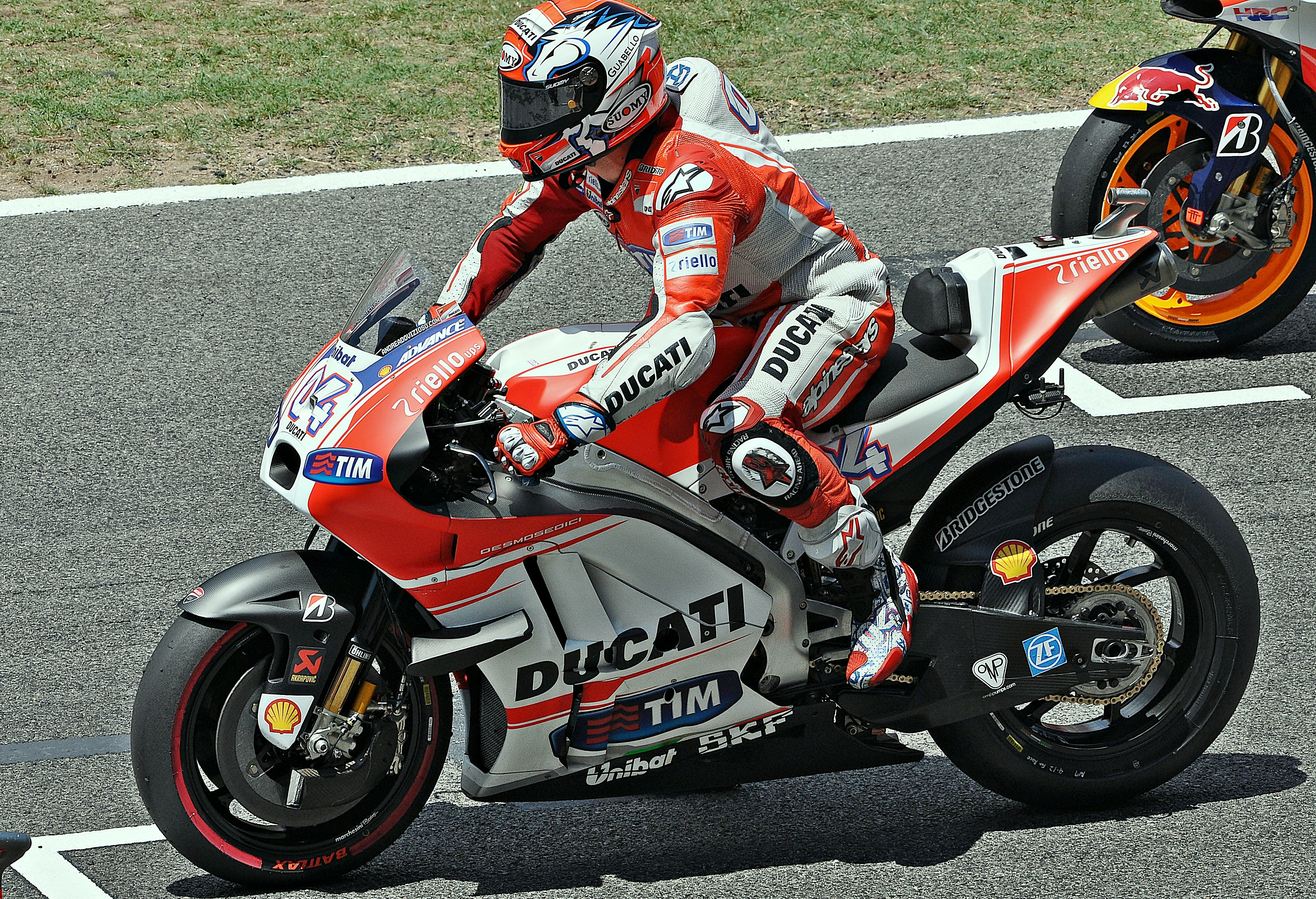
Dovizioso su Ducati Desmosedici, schierato sulla griglia di partenza del Gran Premio di Catalogna 2015.

Nella prima gara del 2016, in Qatar, giunge secondo. Nel successivo Gran Premio d'Argentina, viene travolto dal compagno di squadra Iannone nel corso dell'ultimo giro, mentre era in seconda posizione; riesce comunque a tagliare il traguardo al 13º posto. Anche nel successivo Gran Premio è protagonista incolpevole con Pedrosa di un incidente che lo costringe al ritiro. Nell'appuntamento spagnolo di Jerez, un guasto alla pompa dell'acqua lo pone fuori dai giochi. In Germania giunge terzo. In Austria e Giappone conclude secondo. In Malesia vince dopo essere partito dalla pole position, ottenendo la sua seconda vittoria in MotoGP e l'undicesima vittoria in carriera, dopo un digiuno durato ben sette anni. L'ultima vittoria del pilota romagnolo risaliva infatti al 26 luglio 2009, quando vinse nel Gran Premio di Gran Bretagna. Conclude la stagione al 5º posto con 171 punti.
Nel 2017 il compagno di squadra è Jorge Lorenzo. Incomincia la stagione con un secondo posto in Qatar alle spalle di Maverick Viñales, mentre in Argentina è costretto al ritiro dopo un contatto con Aleix Espargaró. Ottiene un sesto posto ad Austin, seguito da un quinto e un quarto posto nei GP di Jerez e Le Mans. Il 4 giugno vince il Gran Premio d'Italia al Mugello. Trionfa anche nel GP successivo in Catalogna. Il quinto posto ottenuto nel Gran Premio d'Olanda ad Assen lo proietta momentaneamente in testa al Mondiale, prima di essere superato dallo spagnolo Márquez al termine del GP di Germania, dove Dovizioso giunge ottavo. Dopo un sesto posto a Brno torna alla vittoria in Austria, al termine di un duello all'ultima curva proprio contro Márquez. Ottiene la seconda vittoria di fila e la quarta stagionale, a Silverstone dove taglia il traguardo davanti alle Yamaha di Viñales e Rossi. In questo modo ritorna in vetta alla classifica mondiale. Nel Gran Premio di San Marino giunge terzo. Vince in Giappone effettuando un controsorpasso nel cambio di direzione su Marc Marqùez all’ultima curva, e in Malesia dopo una gara sul bagnato. Durante l’ultima gara della stagione, sul circuito di Ricardo Tormo a Valencia, scivola sulla ghiaia a pochi giri dalla fine mentre si trovava in quarta posizione. Per questo motivo conclude la stagione al 2º posto con 261 punti, dopo aver lottato per il titolo per la prima volta nella sua carriera in MotoGP.

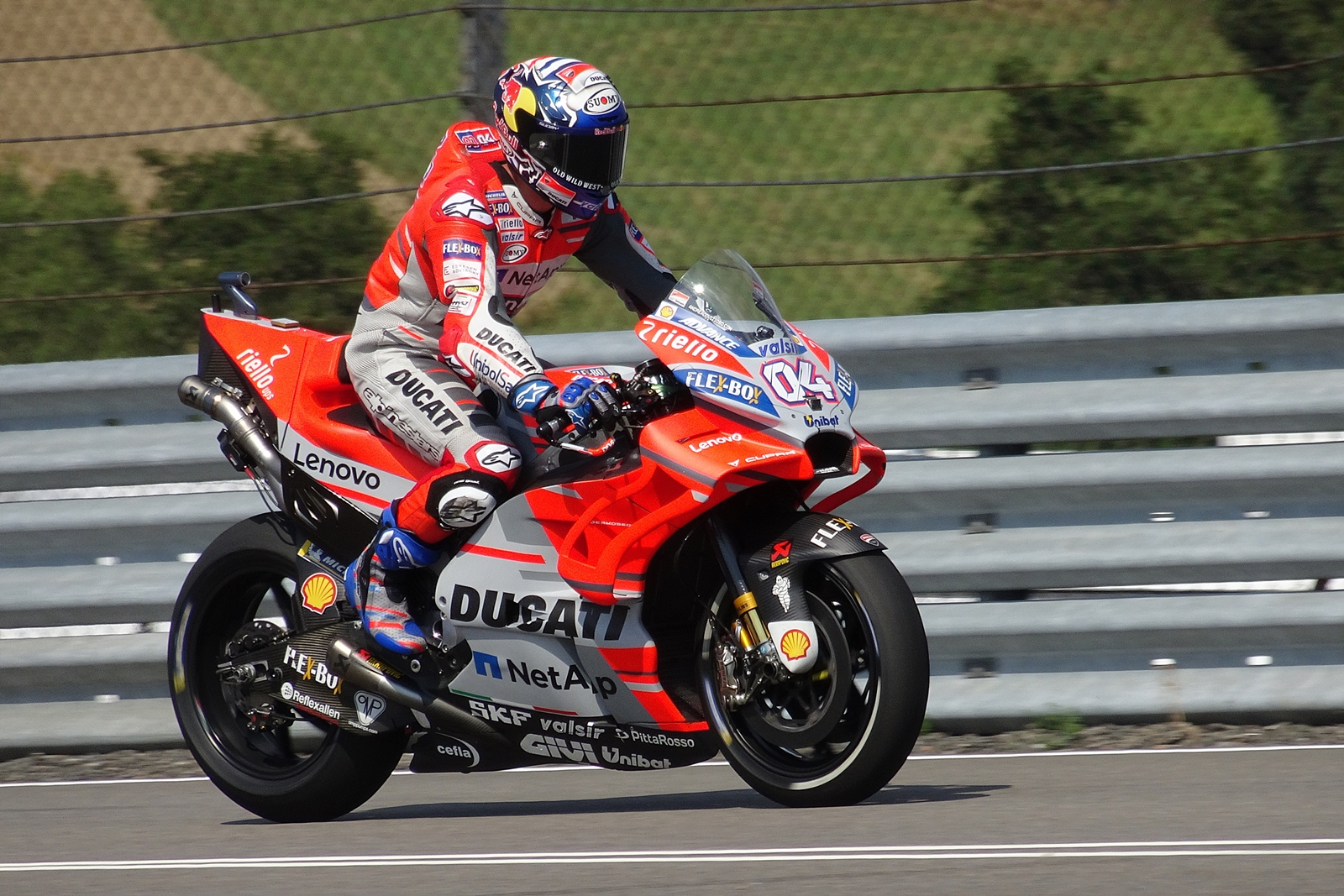
Dovizioso al Sachsenring nel 2018.

Nel 2018 vince nella prima gara stagionale in Qatar, per la prima volta nella sua carriera in MotoGP, dopo un sorpasso su Márquez all'ultima curva dell'ultimo giro. In Argentina taglia in sesta posizione, e ad Austin in quinta. Dopo due ritiri in Spagna, dove è coinvolto in un incidente insieme al compagno Jorge Lorenzo e a Daniel Pedrosa, e in Francia ritorna al podio in Italia con un secondo posto stabilendo il record assoluto di velocità raggiungendo i 356,4 Km/h.
Nel gran premio di Catalunya, si ritira dopo una caduta. In Repubblica Ceca vince dopo essere partito dalla pole position. In Austria giunge terzo. Il 9 settembre dello stesso anno trionfa a Misano, vincendo per la prima volta il Gran Premio di San Marino. In Aragona e Thailandia giunge secondo. Ottiene la pole position in Giappone ma all'ultimo giro scivola sulla ghiaia e conclude solo 18º. In Australia giunge terzo. Col sesto posto ottenuto nel penultimo GP in Malesia, si assicura matematicamente la seconda posizione in classifica generale. Vince a Valencia. Chiude la stagione 2° con 245 punti iridati.
Nel 2019 rimane nello stesso team, con compagno di squadra Danilo Petrucci. Ottiene una vittoria in Qatar, suo tredicesimo successo in top-class, risultato che gli permette di raggiungere Max Biaggi al terzo posto tra gli italiani più vincenti in classe regina, un secondo posto in Francia e un terzo posto in Argentina. Ottiene un altro terzo posto in Italia, gran premio nel quale migliora il già suo primato di massima velocità mai raggiunta nel motomondiale, portandolo a 356,7 km/h. In Catalogna è vittima, insieme a Valentino Rossi e Maverick Viñales, dell'incidente causato da Jorge Lorenzo. Giunge secondo in Repubblica Ceca. Torna alla vittoria in occasione del Gran Premio d'Austria. Giunge secondo in Aragona. Arriva terzo in Giappone e in Malesia. Chiude la stagione al 2º posto con 269 punti. 

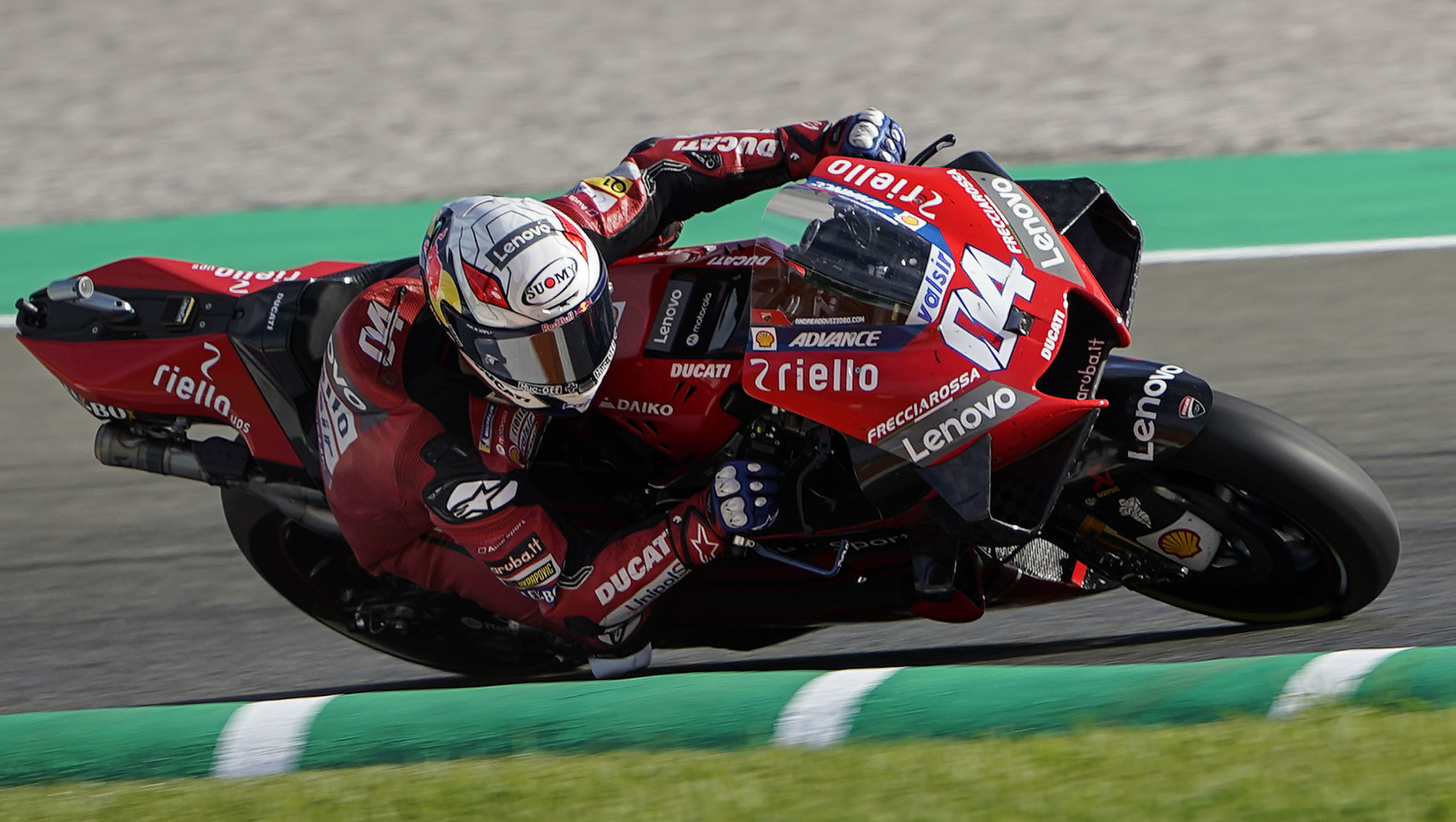
Dovizioso al Gran Premio d'Europa 2020.

Nel 2020 rimane nello stesso team. Ottiene una vittoria in Austria e un terzo posto in Spagna concludendo la stagione al quarto posto con 135 punti. Le sue prestazioni stagionali aiutano Ducati a conquistare il titolo costruttori che mancava dal 2007. Al termine di questa stagione, con la decisione maturata nell'agosto di quell'anno, di lasciare la Ducati, Dovizioso si ritrova senza una sella per il 2021 e decide di prendersi un anno sabbatico lontano dal mondo delle corse.

#### Test con Aprilia e il ritorno in Yamaha (2021-2022)

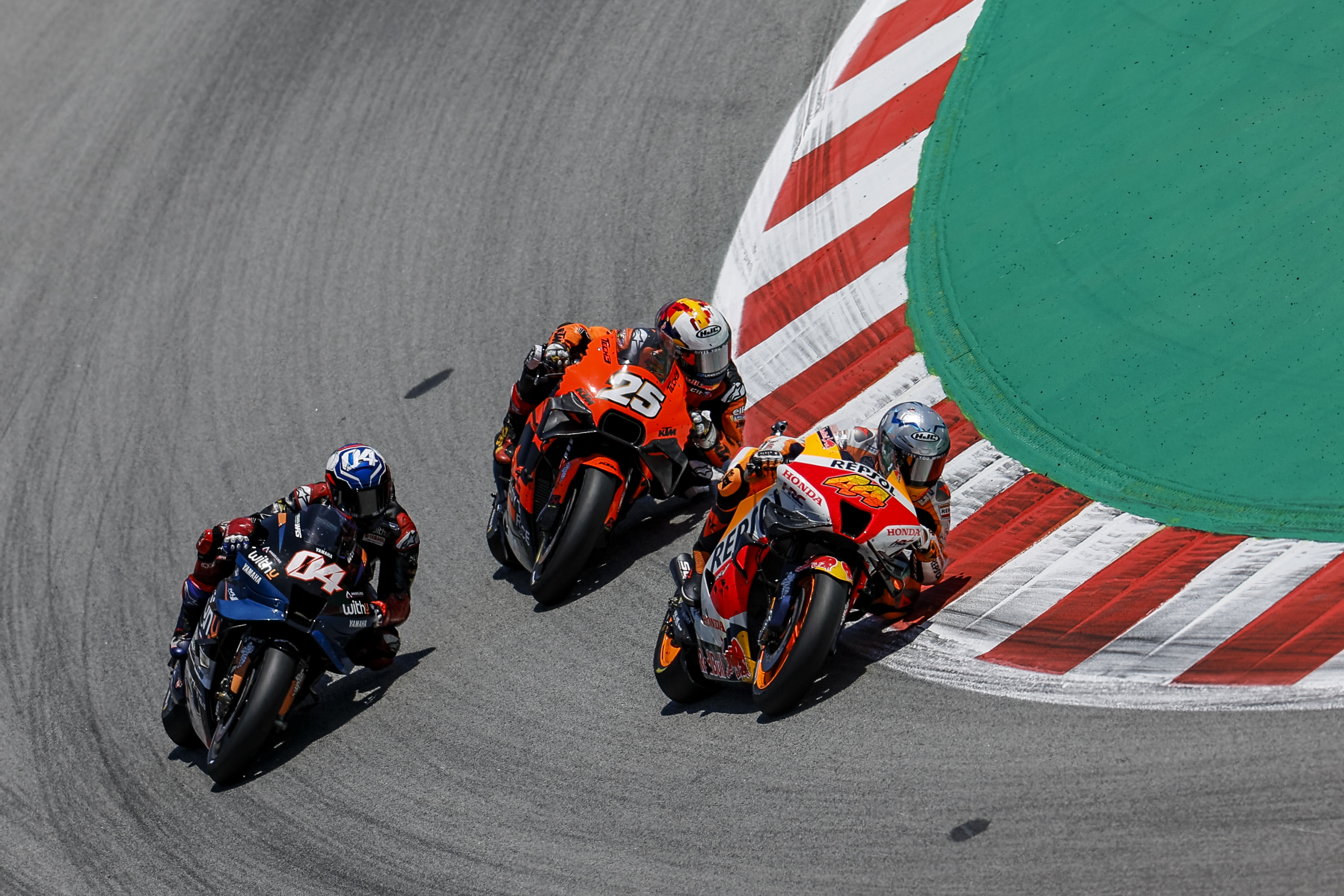
Dovizioso (04) con Raúl Fernández (25) e Pol Espargaró (44) al Gran Premio di Catalogna 2022.

Nel 2021, dopo un paio di test effettuati con Aprilia, che avevano dato l'illusione di un probabile ritorno alle corse proprio con la moto di Noale, a partire dal Gran Premio di San Marino Dovizioso sceglie di firmare per il team Petronas Yamaha SRT, alla guida di una Yamaha YZR-M1, come compagno di squadra di Valentino Rossi, prendendo il posto lasciato libero da Franco Morbidelli passato nel team ufficiale. Totalizza 12 punti.
Nel 2022 corre in MotoGP in sella alla M1 del team Yamaha WithU RNF, per poi annunciare, alla vigilia del Gran Premio di Gran Bretagna, il ritiro dalle competizioni motociclistiche a termine del Gran Premio di San Marino. I punti conquistati gli consentono di chiudere al ventunesimo posto.
Il 16 febbraio 2023 viene nominato leggenda della MotoGP per la sua lunghissima carriera e premiato al gran premio del Mugello dello stesso anno. 

## Risultati nel motomondiale
| 2001 | Classe | Moto    |  |  |  |  |     |  |  |  |  |  |  |  |  |  |  |  |  |  |  |  | Punti | Pos. |
| ---- | ------ | ------- |  |  |  |  | --- |  |  |  |  |  |  |  |  |  |  |  |  |  |  |  | ----- | ---- |
| 2001 | 125    | Aprilia |  |  |  |  | Rit |  |  |  |  |  |  |  |  |  |  |  |  |  |  |  | 0     |      |

| 2002 | Classe | Moto  |     |    |     |   |    |     |    |   |    |    |     |    |     |    |    |    |  |  |  |  | Punti | Pos. |
| ---- | ------ | ----- | --- | -- | --- | - | -- | --- | -- | - | -- | -- | --- | -- | --- | -- | -- | -- |  |  |  |  | ----- | ---- |
| 2002 | 125    | Honda | Rit | 10 | Rit | 9 | 12 | Rit | 11 | 9 | 13 | 21 | Rit | 13 | Rit | 15 | 10 | 17 |  |  |  |  | 42    | 15º  |

| 2003 | Classe | Moto  |   |   |   |   |   |     |    |   |   |   |   |   |   |    |     |   |  |  |  |  | Punti | Pos. |
| ---- | ------ | ----- | - | - | - | - | - | --- | -- | - | - | - | - | - | - | -- | --- | - |  |  |  |  | ----- | ---- |
| 2003 | 125    | Honda | 5 | 2 | 9 | 3 | 4 | Rit | 10 | 2 | 7 | 6 | 8 | 6 | 3 | 13 | Rit | 8 |  |  |  |  | 157   | 5º   |

| 2004 | Classe | Moto  |   |   |   |   |   |   |   |   |   |   |     |   |   |   |   |   |  |  |  |  | Punti | Pos. |
| ---- | ------ | ----- | - | - | - | - | - | - | - | - | - | - | --- | - | - | - | - | - |  |  |  |  | ----- | ---- |
| 2004 | 125    | Honda | 1 | 4 | 1 | 4 | 2 | 4 | 3 | 4 | 1 | 2 | Rit | 1 | 2 | 2 | 1 | 2 |  |  |  |  | 293   | 1º   |

| 2005 | Classe | Moto  |   |   |   |   |   |   |   |    |   |   |   |   |     |   |   |   |   |  |  |  | Punti | Pos. |
| ---- | ------ | ----- | - | - | - | - | - | - | - | -- | - | - | - | - | --- | - | - | - | - |  |  |  | ----- | ---- |
| 2005 | 250    | Honda | 4 | 2 | 2 | 3 | 8 | 3 | 7 | NE | 7 | 4 | 6 | 6 | Rit | 3 | 5 | 5 | 9 |  |  |  | 189   | 3º   |

| 2006 | Classe | Moto  |   |   |   |   |   |   |   |   |   |   |    |   |   |   |   |   |   |  |  |  | Punti | Pos. |
| ---- | ------ | ----- | - | - | - | - | - | - | - | - | - | - | -- | - | - | - | - | - | - |  |  |  | ----- | ---- |
| 2006 | 250    | Honda | 3 | 2 | 3 | 2 | 2 | 3 | 1 | 3 | 6 | 4 | NE | 2 | 2 | 4 | 4 | 1 | 7 |  |  |  | 272   | 2º   |

| 2007 | Classe | Moto  |   |   |   |   |   |   |   |   |   |   |    |   |     |   |   |   |    |   |  |  | Punti | Pos. |
| ---- | ------ | ----- | - | - | - | - | - | - | - | - | - | - | -- | - | --- | - | - | - | -- | - |  |  | ----- | ---- |
| 2007 | 250    | Honda | 5 | 3 | 1 | 3 | 2 | 4 | 3 | 1 | 4 | 5 | NE | 2 | Rit | 2 | 2 | 3 | 11 | 4 |  |  | 260   | 2º   |

| 2008 | Classe | Moto  |   |   |     |    |   |   |   |   |   |   |   |   |   |   |   |   |   |   |  |  | Punti | Pos. |
| ---- | ------ | ----- | - | - | --- | -- | - | - | - | - | - | - | - | - | - | - | - | - | - | - |  |  | ----- | ---- |
| 2008 | MotoGP | Honda | 4 | 8 | Rit | 11 | 6 | 8 | 4 | 5 | 5 | 5 | 4 | 9 | 8 | 5 | 9 | 7 | 3 | 4 |  |  | 174   | 5º   |

| 2009 | Classe | Moto  |   |   |   |   |   |   |     |     |     |   |   |   |   |   |   |     |   |  |  |  | Punti | Pos. |
| ---- | ------ | ----- | - | - | - | - | - | - | --- | --- | --- | - | - | - | - | - | - | --- | - |  |  |  | ----- | ---- |
| 2009 | MotoGP | Honda | 5 | 5 | 8 | 4 | 4 | 4 | Rit | Rit | Rit | 1 | 4 | 4 | 4 | 7 | 6 | Rit | 8 |  |  |  | 160   | 6º   |

| 2010 | Classe | Moto  |   |   |   |   |   |   |    |   |   |     |   |   |     |   |   |     |   |   |  |  | Punti | Pos. |
| ---- | ------ | ----- | - | - | - | - | - | - | -- | - | - | --- | - | - | --- | - | - | --- | - | - |  |  | ----- | ---- |
| 2010 | MotoGP | Honda | 3 | 6 | 3 | 3 | 2 | 5 | 14 | 5 | 4 | Rit | 5 | 4 | Rit | 2 | 2 | Rit | 3 | 5 |  |  | 206   | 5º   |

| 2011 | Classe | Moto  |   |    |   |   |   |   |   |   |   |   |   |   |   |     |   |   |    |   |  |  | Punti | Pos. |
| ---- | ------ | ----- | - | -- | - | - | - | - | - | - | - | - | - | - | - | --- | - | - | -- | - |  |  | ----- | ---- |
| 2011 | MotoGP | Honda | 4 | 12 | 4 | 2 | 4 | 2 | 3 | 2 | 4 | 5 | 2 | 5 | 5 | Rit | 5 | 3 | AN | 3 |  |  | 228   | 3º   |

| 2012 | Classe | Moto   |   |   |   |   |   |    |   |   |   |   |   |   |   |   |   |    |   |   |  |  | Punti | Pos. |
| ---- | ------ | ------ | - | - | - | - | - | -- | - | - | - | - | - | - | - | - | - | -- | - | - |  |  | ----- | ---- |
| 2012 | MotoGP | Yamaha | 5 | 5 | 4 | 7 | 3 | 19 | 3 | 3 | 3 | 4 | 3 | 4 | 4 | 3 | 4 | 13 | 4 | 6 |  |  | 218   | 4º   |

| 2013 | Classe | Moto   |   |   |   |   |   |   |    |   |   |    |   |     |   |   |   |   |    |   |  |  | Punti | Pos. |
| ---- | ------ | ------ | - | - | - | - | - | - | -- | - | - | -- | - | --- | - | - | - | - | -- | - |  |  | ----- | ---- |
| 2013 | MotoGP | Ducati | 7 | 7 | 8 | 4 | 5 | 7 | 10 | 7 | 9 | 10 | 7 | Rit | 8 | 8 | 8 | 9 | 10 | 9 |  |  | 140   | 8º   |

| 2014 | Classe | Moto   |   |   |   |   |   |   |   |   |   |   |   |   |   |     |   |   |   |   |  |  | Punti | Pos. |
| ---- | ------ | ------ | - | - | - | - | - | - | - | - | - | - | - | - | - | --- | - | - | - | - |  |  | ----- | ---- |
| 2014 | MotoGP | Ducati | 5 | 3 | 9 | 5 | 8 | 6 | 8 | 2 | 8 | 7 | 6 | 5 | 4 | Rit | 5 | 4 | 8 | 4 |  |  | 187   | 5º   |

| 2015 | Classe | Moto   |   |   |   |   |   |     |     |    |     |   |   |   |   |   |   |    |     |   |  |  | Punti | Pos. |
| ---- | ------ | ------ | - | - | - | - | - | --- | --- | -- | --- | - | - | - | - | - | - | -- | --- | - |  |  | ----- | ---- |
| 2015 | MotoGP | Ducati | 2 | 2 | 2 | 9 | 3 | Rit | Rit | 12 | Rit | 9 | 6 | 3 | 8 | 5 | 5 | 13 | Rit | 7 |  |  | 162   | 7º   |

| 2016 | Classe | Moto   |   |    |     |     |     |   |   |     |   |   |     |   |   |    |   |   |   |   |  |  | Punti | Pos. |
| ---- | ------ | ------ | - | -- | --- | --- | --- | - | - | --- | - | - | --- | - | - | -- | - | - | - | - |  |  | ----- | ---- |
| 2016 | MotoGP | Ducati | 2 | 13 | Rit | Rit | Rit | 5 | 7 | Rit | 3 | 2 | Rit | 6 | 6 | 11 | 2 | 4 | 1 | 7 |  |  | 171   | 5º   |

| 2017 | Classe | Moto   |   |     |   |   |   |   |   |   |   |   |   |   |   |   |   |    |   |     |  |  | Punti | Pos. |
| ---- | ------ | ------ | - | --- | - | - | - | - | - | - | - | - | - | - | - | - | - | -- | - | --- |  |  | ----- | ---- |
| 2017 | MotoGP | Ducati | 2 | Rit | 6 | 5 | 4 | 1 | 1 | 5 | 8 | 6 | 1 | 1 | 3 | 7 | 1 | 13 | 1 | Rit |  |  | 261   | 2º   |

| 2018 | Classe | Moto   |   |   |   |     |     |   |     |   |   |   |   |    |   |   |   |    |   |   |   |  | Punti | Pos. |
| ---- | ------ | ------ | - | - | - | --- | --- | - | --- | - | - | - | - | -- | - | - | - | -- | - | - | - |  | ----- | ---- |
| 2018 | MotoGP | Ducati | 1 | 6 | 5 | Rit | Rit | 2 | Rit | 4 | 7 | 1 | 3 | AN | 1 | 2 | 2 | 18 | 3 | 6 | 1 |  | 245   | 2º   |

| 2019 | Classe | Moto   |   |   |   |   |   |   |     |   |   |   |   |     |   |   |   |   |   |   |   |  | Punti | Pos. |
| ---- | ------ | ------ | - | - | - | - | - | - | --- | - | - | - | - | --- | - | - | - | - | - | - | - |  | ----- | ---- |
| 2019 | MotoGP | Ducati | 1 | 3 | 4 | 4 | 2 | 3 | Rit | 4 | 5 | 2 | 1 | Rit | 6 | 2 | 4 | 3 | 7 | 3 | 4 |  | 269   | 2º   |

| 2020 | Classe | Moto   |    |   |   |    |   |   |   |   |     |   |   |    |   |   |   |  |  |  |  |  | Punti | Pos. |
| ---- | ------ | ------ | -- | - | - | -- | - | - | - | - | --- | - | - | -- | - | - | - |  |  |  |  |  | ----- | ---- |
| 2020 | MotoGP | Ducati | NE | 3 | 6 | 11 | 1 | 5 | 7 | 8 | Rit | 4 | 7 | 13 | 8 | 8 | 6 |  |  |  |  |  | 135   | 4º   |

| 2021 | Classe | Moto   |  |  |  |  |  |  |  |  |  |  |  |  |  |    |    |    |    |    |  |  | Punti | Pos. |
| ---- | ------ | ------ |  |  |  |  |  |  |  |  |  |  |  |  |  | -- | -- | -- | -- | -- |  |  | ----- | ---- |
| 2021 | MotoGP | Yamaha |  |  |  |  |  |  |  |  |  |  |  |  |  | 21 | 13 | 13 | 14 | 12 |  |  | 12    | 24º  |

| 2022 | Classe | Moto   |    |     |    |    |    |    |    |    |     |    |    |    |    |    |  |  |  |  |  |  | Punti | Pos. |
| ---- | ------ | ------ | -- | --- | -- | -- | -- | -- | -- | -- | --- | -- | -- | -- | -- | -- |  |  |  |  |  |  | ----- | ---- |
| 2022 | MotoGP | Yamaha | 14 | Rit | 20 | 15 | 11 | 17 | 16 | 20 | Rit | 14 | 16 | 16 | 15 | 12 |  |  |  |  |  |  | 15    | 21º  |

| Legenda | 1º posto        | 2º posto            | 3º posto            | A punti      | Senza punti        | Grassetto – Pole position Corsivo – Giro più veloce |
| Legenda | Gara non valida | Non qual./Non part. | Ritirato/Non class. | Squalificato | '-' Dato non disp. | Grassetto – Pole position Corsivo – Giro più veloce |